# Instinct de femme
Pour plus de détails, voir Fiche technique et Distribution.
Instinct de femme est un film français réalisé par Claude Othnin-Girard et sorti en 1981.

## Synopsis
Marthe, une jolie jeune femme en apparence heureuse, s'ennuie en réalité profondément. Elle se sent inactive dans un monde actif... voire inutile. Elle décide donc de participer aux recherches de son frère, qui travaille sur les comportements comparés entre l'humain et l'animal. Devenant alors la « cobaye » de son frère, elle se passionne rapidement pour son univers mais devient peu à peu différente, un peu étrange.
Alors qu'elle est dans une carrière pleine de rats avec son frère et le patron de son frère, celui-ci est attaqué par les rats. Marthe lui sauve la vie en se mettant à discuter avec les rats. Loin d'être dégoûtée par cette expérience, Marthe commence au contraire à partager la vie des rats et part même vivre à la cave avec eux. Après avoir été internée en institution psychiatrique, elle finit par être autorisée à rentrer chez elle, apparemment guérie. En réalité, elle se conforme simplement à l'image qu'on attend d'elle dans une société « qui ne voit pas ».

## Fiche technique
- Titre : Instinct de femme
- Autres titres :
  - Le Diable dans la tête
  - La Mandragore
  - Instinct de vie
- Réalisation : Claude Othnin-Girard
- Scénario : Agnès Folgoas, Pierre Fabre et Claude Othnin-Girard
- Musique : Alain Jomy
- Production : Link Production
- Pays d'origine :  France
- Genre : Comédie dramatique
- Durée : 97 minutes
- Date de sortie : France - 7 novembre 1981

## Distribution
- Dominique Laffin : Marthe
- Jean-Luc Bideau : Dr Vernier
- Christine Murillo : Louise
- Marcel Maréchal : Pierre, le mari de Marthe
- Jean-Pierre Sentier : l'homme de la décharge
- Jacques Denis : Tao, le frère de Marthe
- Monique Chaumette : La mère de Marthe
- Victor Garrivier : Pr Bronstein
- Charlotte Maury-Sentier : La concierge
- François Calvez : Christian
- Amandine Rajau : Isabelle
- Jean Amos : Le livreur
- Jean de Coninck : Le dragueur sur le pont
- Guy Dhers : l'agent de dératisation
- Alain Frérot : l'homme aux rats